# Guillem I de Montpeller
Guilhèm o Guillaume de Montpeller (en català: Guillem de Montpeller) o Guy (en català: Guiu) (?,?) fou un noble occità, primer de la dinastia inicial dels Guilhems, Senyors de Montpeller, quan va rebre en feu la vila de Monspestularius (Montpeller) el 26 de novembre del 986 del comte Bernat de Melgor, amb el permís de Ricuin, Bisbe de Magalona.

## Orígens familiars
Desconeguts

## Matrimoni i descendents
- 1. ∞ Desconegut. Fills:
  - Guillem II de Montpellier